# 小沢久太郎
小沢 久太郎（小澤 久太郎、おざわ きゅうたろう、1900年12月19日 - 1967年9月18日）は、昭和期の日本の内務官僚、政治家。参議院議員（3期）、郵政大臣（第19代）。

## 来歴・人物
千葉県市原郡加茂村（現在の市原市）出身（出生地は東京府東京市芝区愛宕下町）。第一高等学校を経て、1927年に東京帝国大学工学部土木工学科を卒業、内務省に入り、土木畑を歩む。特別調達庁促進局次長・近畿地方建設局長・経済安定本部建設交通局長、経済審議庁審議官などを歴任した。
1953年の第3回参議院議員通常選挙に於いて自由党公認候補として全国区に立候補して初当選、保守合同以後は自由民主党に属する。
1959年の第5回参議院議員通常選挙以後は、郷里のある千葉県選挙区に移り2度の当選を果たし、参議院議員としては通算3回当選した。参議院議院運営委員長、建設政務次官（第1次岸内閣）、自民党副幹事長などを歴任後、第2次池田内閣で郵政大臣を務めた。1961年には「道路橋工学論」で工学博士を授与された。その後、自由民主党千葉県連会長を務めたが、1967年9月18日に病気のため療養先である静岡県熱海市の熱海国立病院で死去。66歳没。死没日をもって勲二等旭日重光章追贈（勲六等からの昇叙）、従五位から従三位に叙される。